# Johnny Jordaan

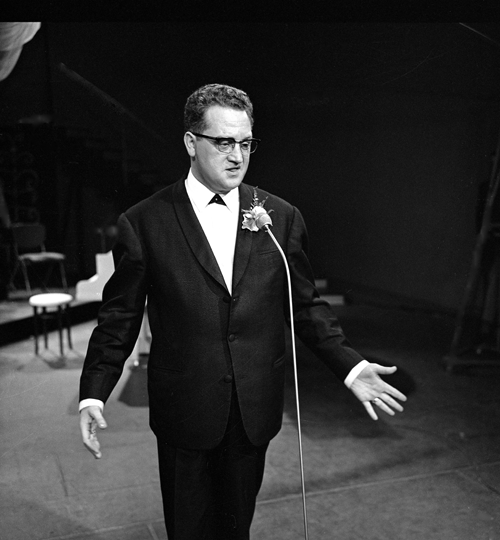
Johnny Jordaan (1964)

Johnny (Johannes Hendricus van Musscher) Jordaan (* 7. Februar 1924 in Amsterdam; † 8. Januar 1989 ebenda) war ein niederländischer Sänger. Er sang die für Amsterdam typische Variante des sentimentalen Levenslied ("Lebensliedes") mit einem Amsterdamer Akzent und wurde 1972 mit der Gouden Harp ausgezeichnet.
Jordaan wurde in einer Arbeiterfamilie geboren. Nach einer Rauferei verlor er als neunjähriger Junge ein Auge. Er war u. a. singender Kellner und Cafébesitzer. Mehrere Male konnten nur seine Verwandten und Freunde, u. a. Willy Alberti, dessen Vetter er war, ihn vor dem Bankrott bewahren. Er starb in Amsterdam an einer Gehirnblutung am 8. Januar 1989. Nach ihm wurde der Johnny Jordaan-Plein in der Elandsgracht im Amsterdamer Stadtviertel Jordaan benannt. Gegenüber dem Platz liegt das Hausbootmuseum.

## Diskografie

### Alben
| Jahr | Titel                                                    | Höchstplatzierung, Gesamtwochen, AuszeichnungChartsChartplatzierungen (Jahr, Titel, Platzierungen, Wochen, Auszeichnungen, Anmerkungen) | Anmerkungen       |
| Jahr | Titel                                                    | NL | Anmerkungen       |
| ---- | -------------------------------------------------------- | --- | ----------------- |
| 1974 | Jeugdherinneringen (Liedjes die we vroeger samen zongen) | NL10 (4 Wo.)NL | mit Willy Alberti |
| 1989 | Het beste van                                            | NL85 (5 Wo.)NL |                   |
| 1992 | De Parel van de Jordaan                                  | NL42 (9 Wo.)NL |                   |

### Singles
| Jahr | Titel Album                                         | Höchstplatzierung, Gesamtwochen, AuszeichnungChartsChartplatzierungen (Jahr, Titel, Album, Platzierungen, Wochen, Auszeichnungen, Anmerkungen) | Anmerkungen |
| Jahr | Titel Album                                         | NL | Anmerkungen |
| ---- | --------------------------------------------------- | --- | ----------- |
| 1968 | Een Pikketanussie –                                 | NL16 (9 Wo.)NL |             |
| 1970 | Pruimenpap –                                        | NL14 (5 Wo.)NL |             |
| 1981 | Ze Zijn Nog Niet Vergeten (De Liedjes Van Weleer) – | NL35 (3 Wo.)NL |             |